# Mayall II
Mayall II, auch bekannt als G1, ist ein Kugelsternhaufen in der Andromeda-Galaxie.
Er befindet sich in einer Entfernung von 130.000 Lichtjahren vom Zentrum der Andromeda-Galaxie und ist rund 2,5 Millionen Lichtjahre von der Erde entfernt. Er ist der (absolut) hellste Kugelsternhaufen in der Lokalen Gruppe. Seine scheinbare Helligkeit beträgt +13,81 mag. G1 hat die doppelte Masse von Omega Centauri.
Die große Metallizität und deren hohen Variabilität innerhalb des Haufens – was auf mehrere Sterngenerationen und eine langanhaltende Sternentstehungsphase hindeutet – begründen Zweifel, ob G1 wirklich ein Kugelsternhaufen ist, oder ob es sich nicht vielmehr um das Zentrum einer Zwerggalaxie handelt, deren Randgebiete durch die Andromeda-Galaxie konsumiert wurden. Im Zentrum des Kugelsternhaufens befindet sich ein 20.000 Sonnenmassen schweres Schwarzes Loch.

## Namensherkunft
Mayall II ist benannt nach Nicholas Mayall und Olin Jeuck Eggen, die den Sternhaufen 1953 entdeckten.
Die Bezeichnungen SKHB 1 geht auf Wallace L. W. Sargent, C.T. Kowal, F.D.A. Hartwick und Sidney van den Bergh zurück, die 1977 auch die Bezeichnung G1 (globular cluster) einführten.
Der Name HBK 0-1 geht auf J.P. Huchra, J.P. Brodie und S.M. Kent (1991) zurück.